# Lindsay van Aswegen
Lindsay van Aswegen (* 29. August 1968) ist eine südafrikanische Ultramarathonläuferin.
2005 wurde sie Zehnte beim Comrades Marathon und 2006 jeweils Elfte beim Two Oceans Marathon und beim Comrades Marathon. 2009 und 2010 kam sie beim Comrades Marathon auf den achten Platz.
Bei den 100-km-Straßenlauf-Weltmeisterschaften 2011, die im Rahmen des Run Winschoten ausgetragen wurden, gewann sie Bronze mit dem aktuellen Afrikarekord von 7:42:05 h (die von der Südafrikanerin Helene Joubert 1995 aufgestellte Zeit von 7:33:17 h wurde nicht als Rekord registriert).